# 宮島線
宮島線（日语：／ Miyajima sen */?）是一條連接廣島縣廣島市西區廣電西廣島站與同縣廿日市市廣電宮島口站之間的廣島電鐵鐵路線。

## 概要
宮島線是廣島電鐵所有路線中，唯一一條適用鐵道事業法的鐵路線。當列車駛越廣電西廣島站後，便會直通運輸至電車路線市內線（本線、宇品線）。英國的非牟利組織輕軌交通協會(LRTA) 評定此路線為輕軌運輸系統 (LRT) ，這是由於列車在市中心部分於共用軌道上行走，有電車-列車系統的特性。
整個區間中與西日本旅客鐵道（JR西日本）山陽本線並行，在JR 1座車站之間，為廣電2至4站。

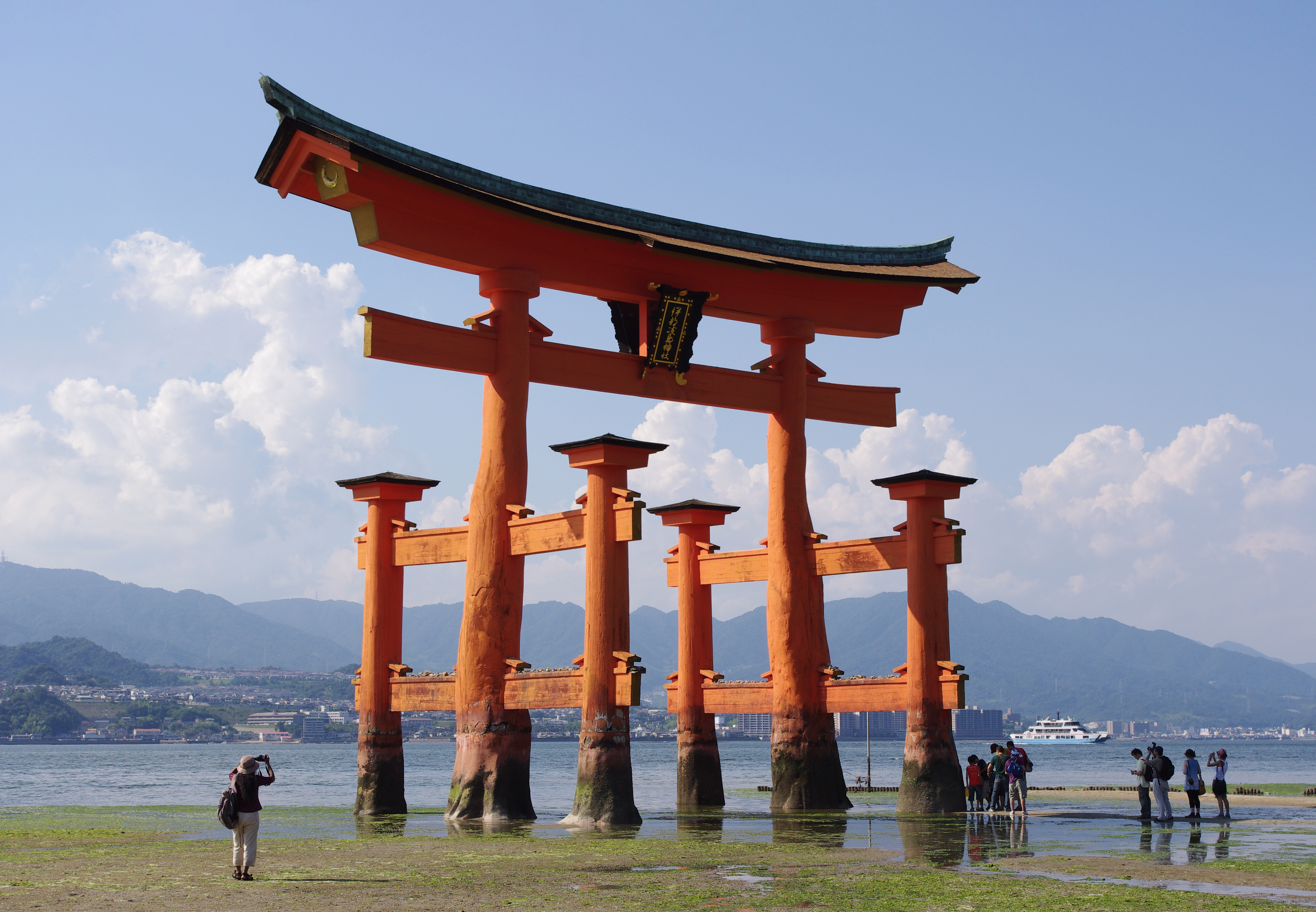
西邊的廣電宮島口站最接近嚴島神社
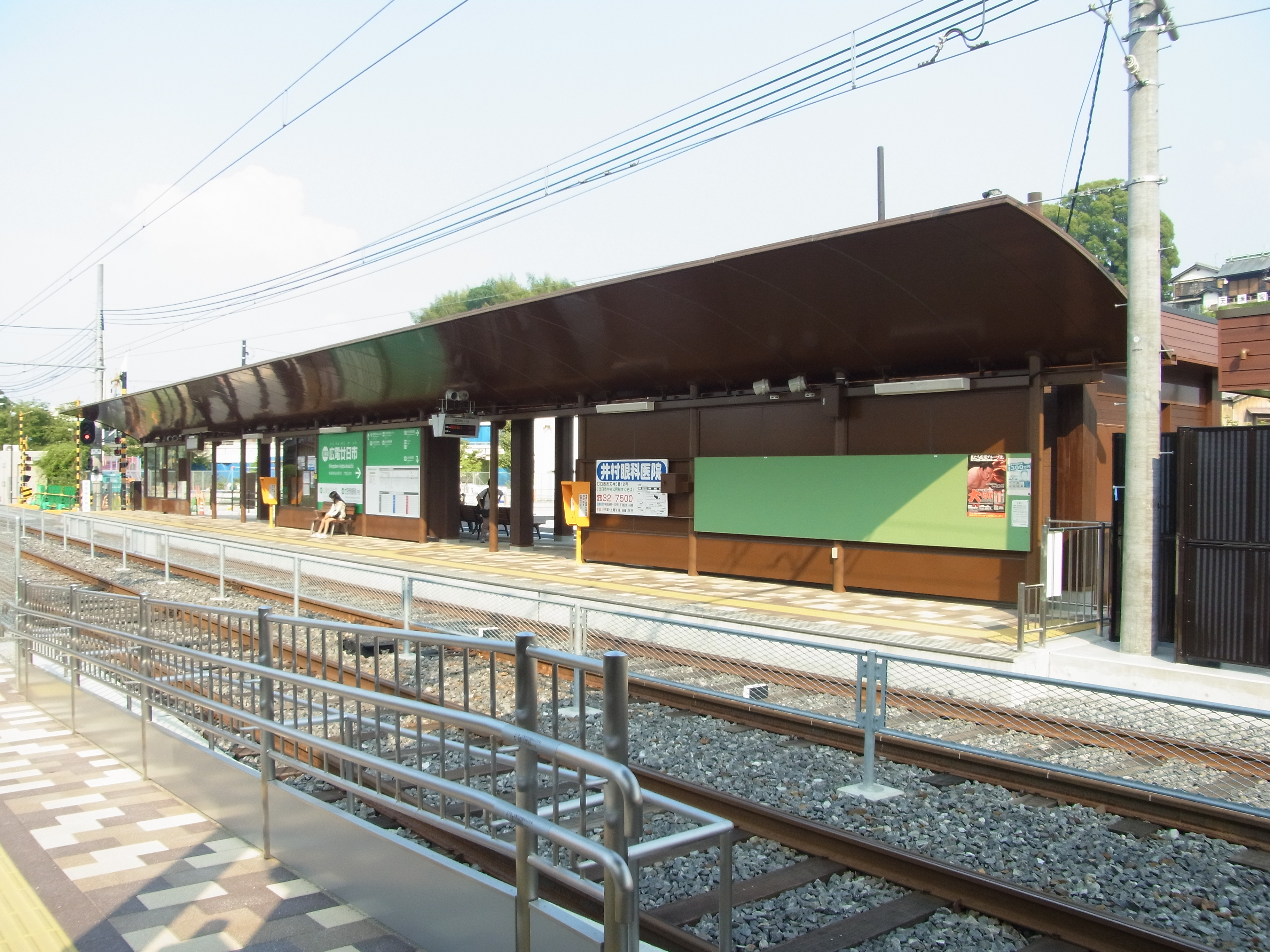
翻新後的廣電廿日市站
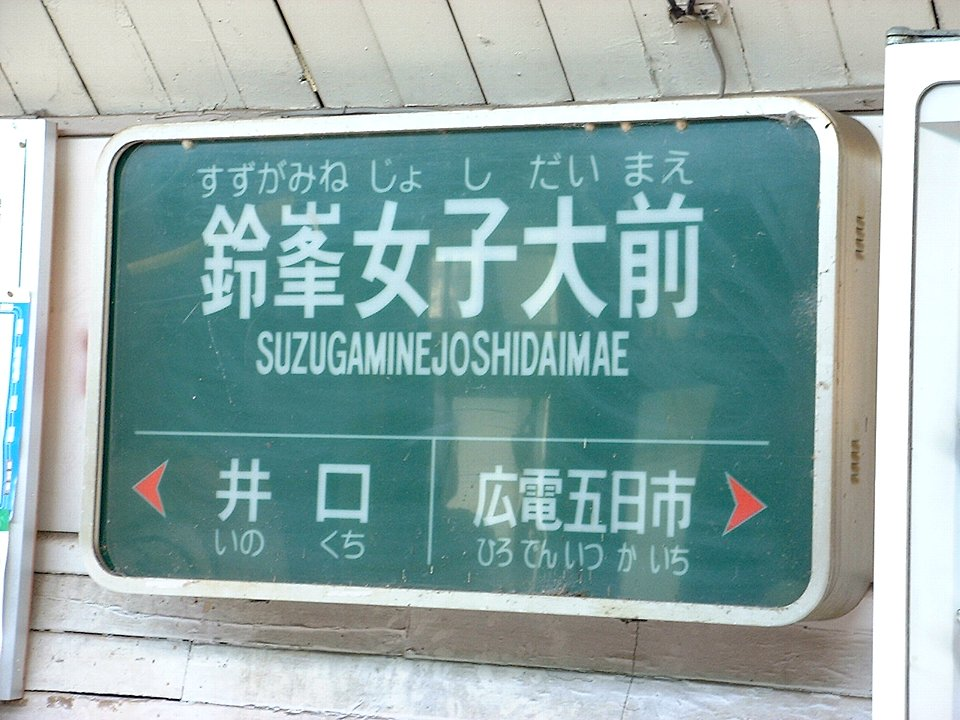
宮島線的站名牌例子（鈴峯女子大前站，現時為修大協創中高前站）

### 路線資料
- 路線距離（營業距離）：16.1公里
- 軌距：1435毫米
- 車站數目：22個（包括起終點站與臨時車站）
- 雙線區間：全線
- 電氣化區間：全線（直流600V）
- 閉塞方式：自動閉塞式
- 最高速度：60公里/小時[1]

## 運行形態
大部半列車會行走2號線（路線顏色：■紅色）。該2號線基本上會直通至本線，行走於廣島站至廣電宮島口站之間。早上會設有從荒手車廠出廠前往商工中心入口開始載客的班次，也有在線內折返的班次（包括於廣電西廣島、JA廣島醫院前與廣電廿日市各站折返）。從前設有於廣電五日市折返的班次。另外，平日早上會設有「0號」線，該路線會直通至宇品線，前往廣電本社前。
在宮島線內，日間每9分鐘一班列車，大約毎小時設有6班列車。在早上繁忙時間，最高峰每3分鐘一班列車，即是大約毎小時設有18班列車。
整日都會有「GreenLiner」「GREEN MOVER」「Green mover max」的電車（3/5卡編成）行走此站。現時行走於此站的所有車輛都是低地台電車，曾經於線內折返的班次會使用郊外形電車（高地台列車）。各站的月台由於配合電車，行走一般路軌與電車路軌，因此月台部分位置的高度較低，部分位置可讓高地台車使用。在1991年（平成3年）8月8日後，再沒有高地台車行走，宮島線內的車站開始陸續撤走月台高地台部分，但是部分車站仍然設有高地台月台。
在正月三日的日間時段，2號線（廣島站至廣電宮島口）會減班，同時增加許多廣電西廣島、商工中心入口至廣電宮島口之間的區間列車班次。另外，當在宮島賽艇場舉行賽艇活動時，便設有來往商工中心入口至廣電宮島口之間的臨時列車班次。曾經在舉行宮島賽艇日（同時為場外投注日）時，當日會設有來往西廣島至廣電宮島口（或競艇場前站）之間，車費免費

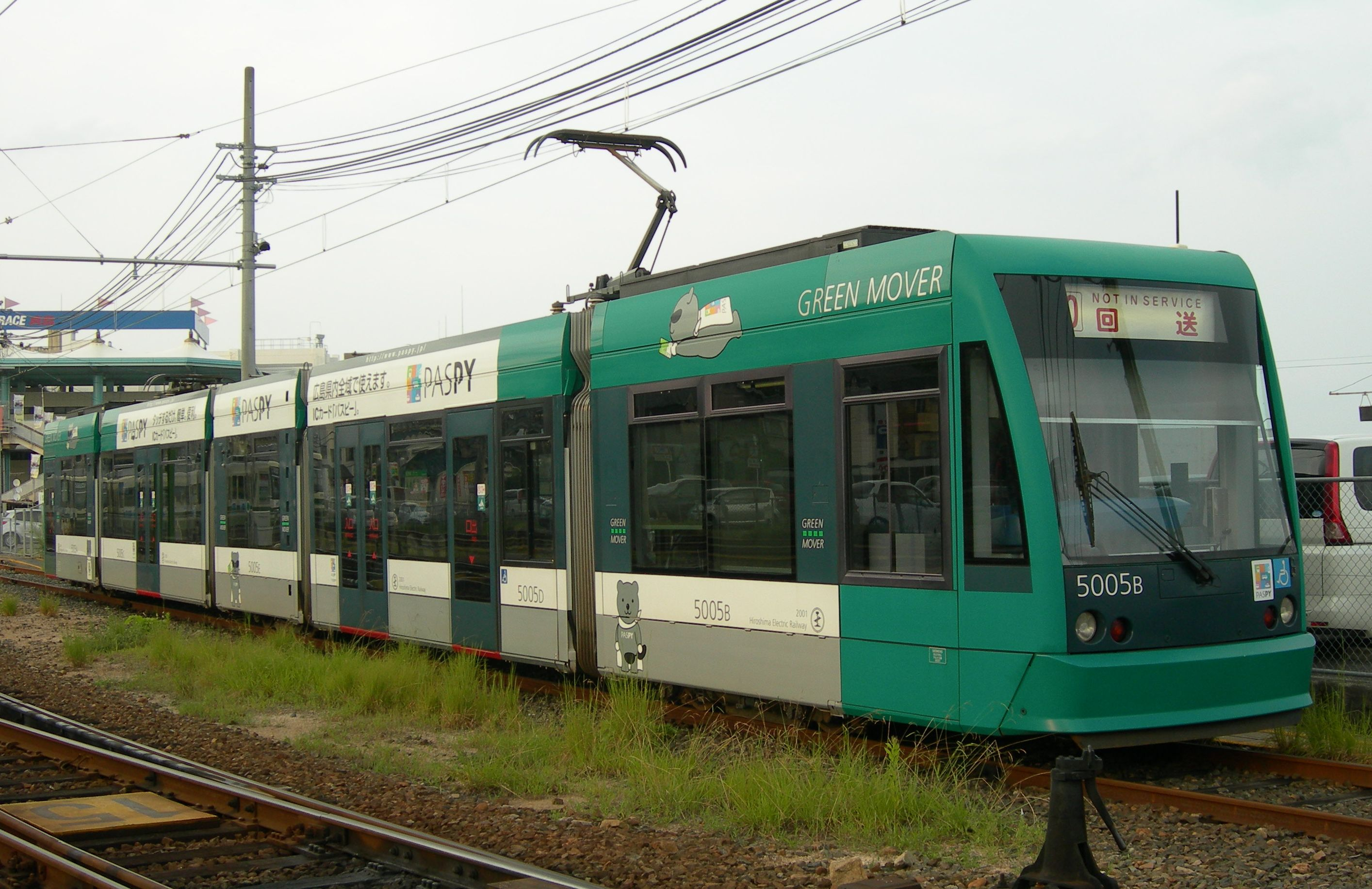
宮島線的主力車輛5000形
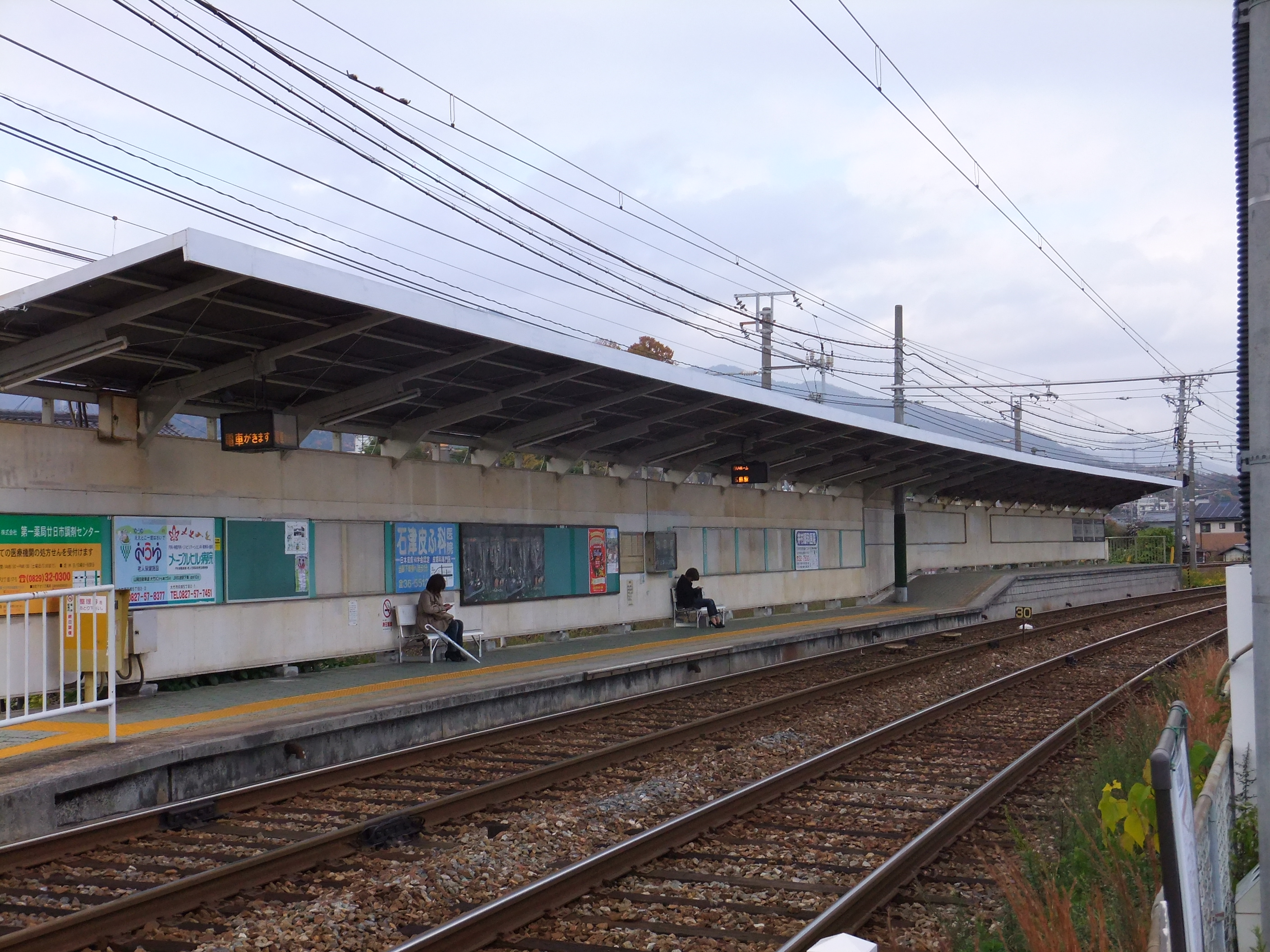
現時還有高地台月台的地御前站
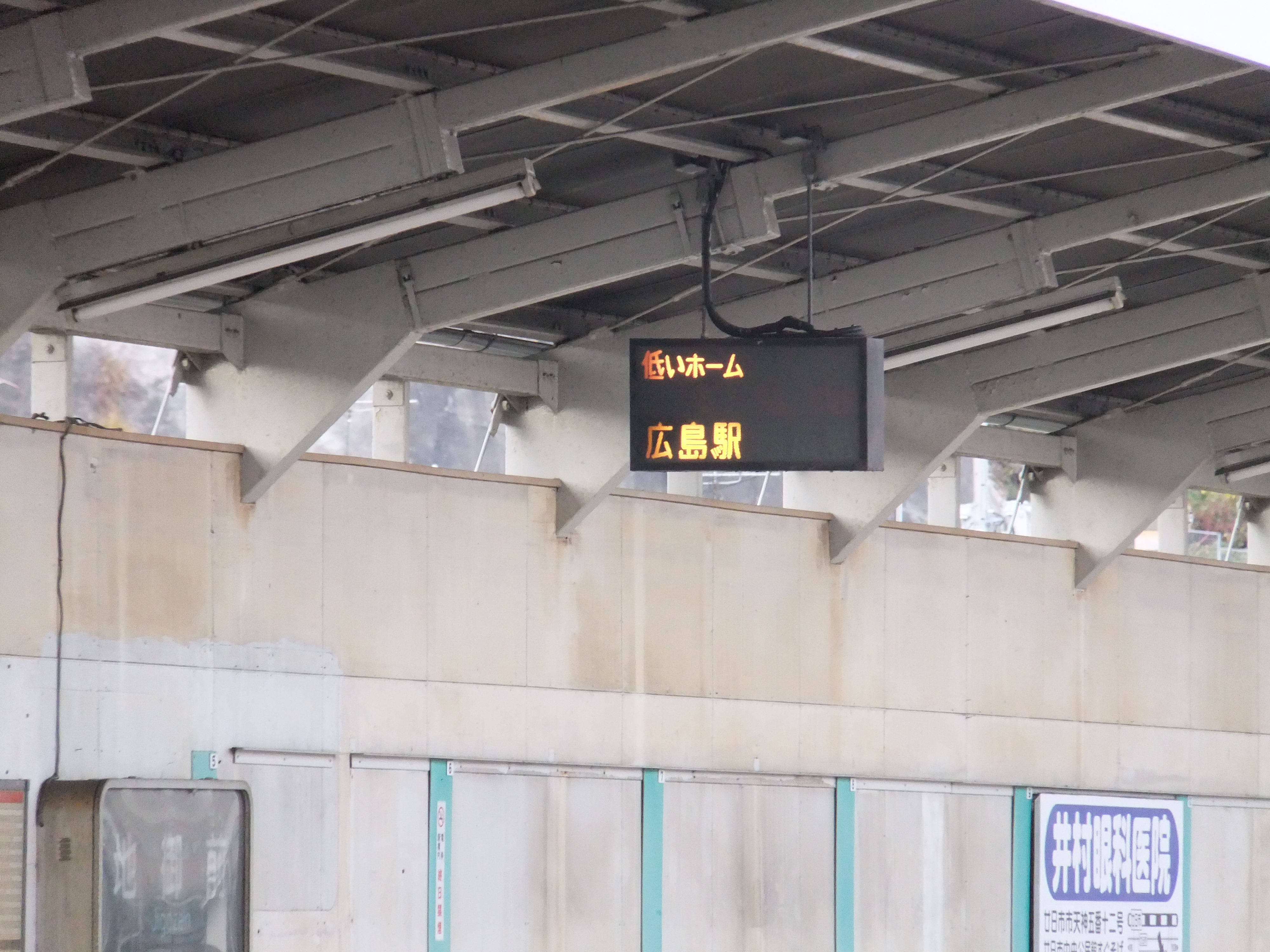
部分車站還有顯示燈，提示下一班列車是高地台還是低地台。 現時已經開始陸續更新為LED式資訊牌。

### 急行運輸計劃
在2003年（平成15年）5月24日，中國新聞報道廣電宮島線急行運輸計劃。根據報道，急行運輸分成2次計劃，第1次計劃是廣電西廣島至商工中心入口之間開設急行班次。工程費為4億日圓。在商工中心入口站東邊的廣電土地加設待避線，在通勤時段每小時設有4班急行列車。急行班次可縮短行車時間3分鐘。
在第2次計劃是商工中心入口至廣電宮島口之間開設急行班次。於廿日市站東邊的地方加設待避線。全線開設急行班次，行車時間可縮短6分鐘。
隨後，曾經提出不建設待避線，而在雙線鐵路之間加設渡線，以削減工程費用，但是一直沒有進展。截至2019年（令和元年），還未有任何急行班次。
鐵路畫報於1965年7月增刊號與其復刻版中，在1960年代於線上曾經設有急行班次。當時只限早晚繁忙時間才設有急行班次。該通勤急行班次的停車站中，在西廣島至廣電五日市之間只停草津站。在觀光旺季也有急行班次，該急行班次的停車站為：廣電宮島、廣電廿日市、樂樂園、廣電五日市、草津、西廣島。

## 歷史
- 1922年（大正11年）8月22日 己斐町（現時：廣電西廣島）至草津之間開通[5][6]
- 1924年（大正13年）
  - 4月 宮島線開始採用自動閉塞[7]。
  - 4月6日 草津町（現時：草津）至廿日市町（現時：廣電廿日市）之間開通[8]
- 1925年（大正14年）7月15日 廿日市町至地御前之間開通[9][10]
- 1926年（大正15年）7月15日 地御前至新宮島（現時：地御前至阿品東之間。後來廢止）之間開通[5][10][11]
- 1931年（昭和6年）2月1日 新宮島至電車宮島（現時：廣電宮島口）之間開通，全線開通[5][12]，新宮島站廢止，阿品站啟用。己斐町站改名為西廣島站，五日市町站改名為電車五日市站，廿日市町站改名為電車廿日市站。
- 1932年（昭和7年） 宮島線開始使用平交道警報機（日语：踏切警報機）[13]。
- 1935年（昭和10年）12月1日 鹽濱站啟用，隅之濱站廢止
- 1936年（昭和11年）9月8日 鹽濱站改名為樂樂園站
- 1941年（昭和16年）4月17日 實踐女學校前站啟用
- 1944年（昭和19年）7月21日 隨著皆實線開始建設，電車廿日市至電車宮島之間的下行線撤走，成為單線鐵線。
- 1947年（昭和22年）4月1日 實踐女學校前駅改名為鈴峯女專前站
- 1950年（昭和25年）
  - 草津町站改名為草津站
  - 6月1日 鈴峯女專前站改名為鈴峯女子大前站
  - 7月24日 電車廿日市至電車宮島之間回復雙線
  - 11月24日 山陽女學園站啟用
- 1951年（昭和26年）9月1日 荒手站改名為中央魚市場前站
- 1954年（昭和29年）
  - 1月1日 阿品站改名為地御前縣醫院前站
  - 10月31日 （臨時車站）競艇場前站啟用
- 1958年（昭和33年）
  - 3月 開始市內線的直通運輸班次（只限包車班次）。當初使用的車輛包括550型551號車（日语：広島電鉄550形電車）和850型（現350型）（日语：広島電鉄850形電車）
  - 6月20日 廣島站前（現時：廣島站）、宇品十三丁目（現時：宇品二丁目）至草津之間開設直通運輸班次（只限上午繁忙時間）
- 1959年（昭和34年）1月1日 在初詣期間，於4日前市內線與宮島線開設直通運輸班次
- 1960年（昭和35年）8月11日 井口醫院前站啟用
- 1961年（昭和36年）
  - 2月8日 宮島線所有車站的低地台月台落成
  - 6月1日 電車五日市站改名為廣電五日市站，電車廿日市站改名為廣電廿日市站，電車宮島站改名為廣電宮島站
- 1962年（昭和37年）1月10日 宮島線的廣電西廣島站與市內線的己斐電停遷移至現地。在日常時間表中，開設廣島站前至廣電廿日市之間的直通運輸班次。當時這些班次使用，550型551號車、850型、2000形（日语：広島電鉄2000形電車）、2500形（日语：広島電鉄2500形電車）
- 1963年（昭和38年）
  - 4月1日 山陽女學園站改名為山陽女子大前站
  - 5月6日 市內線、宮島線的直通運転區間延長至廣電宮島
- 1964年（昭和39年）8月13日 東高須站啟用
- 1965年（昭和40年）
  - 當年以後 中央魚市場前站改名為中央市場前站，井之口站改名為井口站
  - 7月20日 樂樂園站改名為樂樂園遊園地站
- 1969年（昭和44年）10月1日 西廣島站改名為廣電西廣島站
- 1971年（昭和46年）
  - 2月17日 草津站車站大樓因火災而被燒毀
  - 9月1日 樂樂園遊園地站改名為樂樂園站
  - 10月? 井口醫院前站改名為荒手車庫前站
- 1972年（昭和47年）3月1日 地御前縣醫院前站改名為阿品站
- 1978年（昭和53年）8月1日 田尻站啟用
- 1979年（昭和54年）11月1日 中央市場前站改名為草津南站，荒手車庫前站改名為商工中心入口站
- 1984年（昭和59年）11月1日 平良站啟用
- 1987年（昭和62年）3月27日 佐伯區役所前站啟用
- 1991年（平成3年）8月7日 宮島線專用車（高地台車）結束營運，翌日統一使用電車
- 1998年（平成10年）9月1日 JA廣島醫院前站啟用
- 1999年（平成11年）
  - 6月9日 GREEN MOVER開始運行
  - 8月17日 在早上繁忙時間增設於JA廣島醫院前站折返的班次。同時於廣電廿日市站折返的班次取消[14]。
- 2001年（平成13年）11月1日 由於田尻站鄰接JR阿品站，因此改名為廣電阿品站。同時阿品站改名為阿品東站。廣電宮島站改名為廣電宮島口站
- 2003年（平成15年）4月20日 平日上午繁忙時間前往宇品二丁目的班次延長至前往廣島港，並會執行折返班次從廣島港前往廣電宮島口
- 2004年（平成16年）4月 廣電五日市、樂樂園、廣電廿日市各站的定期票櫃賣關閉
- 2005年（平成17年）8月29日 於上下午繁忙時間中，取消前、中車長，並改名在主要車站設置收票員
- 2006年（平成18年）6月1日 平良站改名為廿日市市役所前（平良）站
- 2009年（平成21年）
  - 10月17日 宮島線所有車站引入IC卡PASPY
  - 10月26日 實施時間表修正，平日上午繁忙時間取消從宮島線前往日赤醫院前的班次，平日上午從廣島港出發前往廣電宮島口的班次，平日黃昏從商工中心入口出發前往廣電本社前的班次，以及從廣電本社前前往廣電宮島口的班次（前往宮島線的直通電車均縮短至於廣電西廣島拆返）
- 2013年（平成25年）11月11日 實施時間表修正，平日上午繁忙時間取消從宮島線前往廣島港的直通電車班次（宮島線直通至宇品線的班次只會前往廣電本社前）
- 2015年（平成27年）4月1日 鈴峯女子大前站改名為修大附屬鈴峯前站
- 2019年（平成31年）4月1日 修大附屬鈴峯前站改名為修大協創中高前站，山陽女子大前站改名為山陽女學園前站，競艇場前站（臨時車站）改名為宮島賽艇場站[15]

### 廣電宮島口站遷移計劃
在2020年2月29日，新的宮島口渡輪碼頭啟用。同年4月2日，鄰接廣電宮島花園的商業設施「etto」開幕。而廣電宮島花園的舊商業設施「楓本陣」已在2019年12月10日關閉。廣島電鐵把舊商業設施拆毀，把遺址用作新廣電宮島口站的車站，並計劃在不用橫過道路的情況下轉乘渡輪。把廣電宮島口站與「楓本陣」遺址之間的道路向車站西邊遷移，並建設多屬停車場。工程在2020年度中動工，預定在2022年度尾完成。

## 車站列表
- 所有車站都位於廣島縣內。
- 全線只有2號線途經。
- 2025年8月3日站前大橋線開業後，廣電西廣島（己斐）站—廣電宮島口站的車站編號改為M18—M38，宮島賽艇場站則不設車站編號[18]。

| 車站編號     | 中文站名               | 日文站名     | 英文站名     | 站間 實際距離 | 站間 距離    | 營業 距離    | 接續路線 | 所在地                          | 所在地                          |
| ------------ | ---------------------- | ------------ | ------------ | ------------- | ------------ | ------------ | --- | ------------------------------- | ------------------------------- |
| 直通運行路段 | 直通運行路段           | 直通運行路段 | 直通運行路段 | 直通運行路段  | 直通運行路段 | 直通運行路段 | 本線 途經紙屋町、八丁堀至廣島站                                                                                           | 本線 途經紙屋町、八丁堀至廣島站 | 本線 途經紙屋町、八丁堀至廣島站 |
| M18          | 廣電西廣島（己斐）     |              |              | -             | -            | 0.0          | 廣島電鐵： 本線 西日本旅客鐵道： 山陽本線（西廣島：JR-R04）                                                               | 廣島市                          | 西區                            |
| M19          | 東高須                 |              |              | 0.998         | 1.0          | 1.0          | | 廣島市                          | 西區                            |
| M20          | 高須                   |              |              | 0.370         | 0.4          | 1.4          | | 廣島市                          | 西區                            |
| M21          | 古江                   |              |              | 0.695         | 0.7          | 2.1          | | 廣島市                          | 西區                            |
| M22          | 草津                   |              |              | 0.824         | 0.8          | 2.9          | | 廣島市                          | 西區                            |
| M23          | 草津南                 |              |              | 0.573         | 0.6          | 3.5          | | 廣島市                          | 西區                            |
| M24          | 商工中心入口           |              |              | 0.700         | 0.7          | 4.2          | 西日本旅客鐵道： 山陽本線（新井口：JR-R05）                                                                               | 廣島市                          | 西區                            |
| M25          | 井口                   |              |              | 0.679         | 0.6          | 4.8          | | 廣島市                          | 西區                            |
| M26          | 修大協創中高前         |              |              | 1.175         | 1.2          | 6.0          | | 廣島市                          | 西區                            |
| M27          | 廣電五日市             |              |              | 0.626         | 0.6          | 6.6          | 西日本旅客鐵道： 山陽本線（五日市：JR-R06）                                                                               | 廣島市                          | 佐伯區                          |
| M28          | 佐伯區役所前           |              |              | 0.600         | 0.6          | 7.2          | | 廣島市                          | 佐伯區                          |
| M29          | 樂樂園                 |              |              | 0.920         | 0.9          | 8.2          | | 廣島市                          | 佐伯區                          |
| M30          | 山陽女學園前           |              |              | 1.059         | 1.1          | 9.2          | | 廿日市市                        | 廿日市市                        |
| M31          | 廣電廿日市             |              |              | 0.715         | 0.7          | 9.9          | 西日本旅客鐵道： 山陽本線（廿日市：JR-R07）                                                                               | 廿日市市                        | 廿日市市                        |
| M32          | 廿日市市役所前（平良） |              |              | 0.736         | 0.8          | 10.7         | | 廿日市市                        | 廿日市市                        |
| M33          | 宮內                   |              |              | 0.791         | 0.8          | 11.5         | 西日本旅客鐵道： 山陽本線（宮內串戶：JR-R08）                                                                             | 廿日市市                        | 廿日市市                        |
| M34          | JA廣島醫院前           |              |              | 0.435         | 0.4          | 11.9         | | 廿日市市                        | 廿日市市                        |
| M35          | 地御前                 |              |              | 0.471         | 0.5          | 12.4         | | 廿日市市                        | 廿日市市                        |
| M36          | 阿品東                 |              |              | 1.544         | 1.5          | 13.9         | | 廿日市市                        | 廿日市市                        |
| M37          | 廣電阿品               |              |              | 0.663         | 0.7          | 14.6         | 西日本旅客鐵道： 山陽本線（阿品：JR-R09）                                                                                 | 廿日市市                        | 廿日市市                        |
| -            | （臨）宮島賽艇場       |              |              | 1.527         | 1.3          | 15.9         | | 廿日市市                        | 廿日市市                        |
| M38          | 廣電宮島口             |              |              | 1.527         | 0.2          | 16.1         | 西日本旅客鐵道： 山陽本線（宮島口：JR-R10） 宮島松大汽船：宮島航路（宮島口棧橋） JR西日本宮島渡輪：宮島渡輪（宮島口棧橋） | 廿日市市                        | 廿日市市                        |

- 車站編號延續廣島電鐵本線的編號。

## 車費
以下為成人普通旅客車費（小童半價，不足10日圓向上取捨）。車費為後付方式。資料截至2019年10月1日。
| 公里數      | 車費（日圓） |
| ----------- | ------------ |
| 初乘至3公里 | 140          |
| 4 - 6       | 160          |
| 7 - 10      | 190          |
| 11 - 15     | 210          |
| 16 - 17     | 230          |

- 廣電五日市至廣電廿日市之間，以及宮內至廣電阿品之間設有特定車費140日圓。
- 若前往市內線，車費為鐵路線（乘車距離）車費加一個固定費用[21]。

| 鐵路線 乘車公里數 | 額外增加的 固定費用（日圓） |
| ----------------- | --------------------------- |
| 初乘至3公里       | 50                          |
| 4 - 17            | 40                          |

## 其他
在1945年8月6日發生原子彈爆炸時，廣島電鐵只需3日便部部分路段重開。
相比同樣受原子彈爆炸影響的長崎電氣軌道（需要3.5個月），廣島電鐵能短時間重開是由於部分車站、車輛與職員與位於郊外，加上變電站等供電設備受毀較不嚴重，因此能短時間重開。

## 注腳
1. 1 2  寺田裕一『データブック日本の私鉄』 - ネコ・パブリッシング
2. ↑  . Light Rail Transit Association.   [2014-11-24]. （原始内容存档于2015-11-06）.
3. 1 2  鐵路畫報1965年7月增刊號77頁
4. 1 2  鐵路畫報中63頁
5. 1 2 3  広島電鉄. .   [2012-06-04]. （原始内容存档于2012-06-29） （日语）.
6. ↑  「地方鉄道運輸開始」『官報』1922年8月26日（國立國會圖書館數碼化收藏）
7. ↑  鄉土出版社  227頁
8. ↑  「地方鉄道運輸開始」『官報』1924年4月11日（國立國會圖書館數碼化收藏）
9. ↑  在官報中提及於地御前0.2哩的地御前終點在新宮島啟用時廢止「地方鉄道運輸開始」『官報』1925年7月24日（國立國會圖書館數碼化收藏）
10. 1 2  『帝国鉄道年鑑. 昭和3年版』（國立國會圖書館近代數碼化收藏）
11. ↑  官報中提及地御前至新宮島之間在新宮島啟用時廢止「地方鉄道運輸開始並駅廃止」『官報』1926年7月21日（國立國會圖書館數碼化收藏）
12. ↑  「地方鉄道運輸開始」『官報』1931年2月13日（國立國會圖書館數碼化收藏）
13. ↑  鄉土出版社 228頁
14. ↑  さらに便利に8/17宮島線ダイヤ改正（日語） - 廣島電鐵（Internet Archive 2000年1月21日的存檔）
15. ↑  4/1(月) 宮島線・市内線の駅・電停名称の変更について （页面存档备份，存于）（日語） - 廣島電鐵，2019年2月19日
16. ↑  広電駅移設、乗船スムーズ　立体駐車場も （页面存档备份，存于）（日語） - 中國新聞，2020年1月1日
17. ↑  広電グループ経営総合3ヵ年計画2022(2020年度～2022年度) （页面存档备份，存于）（日語） - 廣島電鐵，2020年5月14日
18. ↑   (PDF). 広島電鉄.   [2025-07-10].
19. ↑  「日本の路面電車ハンドブック 2018年版」 （日本路面電車同好会） p128
20. 1 2  広島電鉄　電車情報：路線一覧・運行系統　各駅・電停間の距離
21. ↑   (PDF). 広島電鉄. 2019-10-01  [2019-11-23]. （原始内容存档 (PDF)于2019-12-10）.

## 外部連結
- 宮島線（日語）
- 前廿日市變電站拆毀詳情 （页面存档备份，存于）（日語）